# U21-Europamästerskapet i fotboll 2002
U21-EM i fotboll för herrar 2002 spelades mellan den 17 maj och 28 maj 2002 på 4 arenor i Schweiz.

## Gruppspel

### Grupp 1
| Lag      | S | V | O | F | GM | IM | MS | P |
| -------- | - | - | - | - | -- | -- | -- | - |
| Italien  | 3 | 1 | 2 | 0 | 3  | 2  | +1 | 5 |
| Schweiz  | 3 | 1 | 1 | 1 | 3  | 2  | +1 | 4 |
| Portugal | 3 | 1 | 1 | 1 | 4  | 4  | 0  | 4 |
| England  | 3 | 1 | 0 | 2 | 4  | 6  | −2 | 3 |

### Grupp 2
| Lag       | S | V | O | F | GM | IM | MS | P |
| --------- | - | - | - | - | -- | -- | -- | - |
| Frankrike | 3 | 3 | 0 | 0 | 7  | 1  | +6 | 9 |
| Tjeckien  | 3 | 1 | 1 | 1 | 2  | 3  | −1 | 4 |
| Belgien   | 3 | 1 | 0 | 2 | 2  | 4  | −2 | 3 |
| Grekland  | 3 | 0 | 1 | 2 | 3  | 6  | −3 | 1 |

## Slutspel

### Semifinaler
|  | 25 maj 2002 | Frankrike | 2 – 0           | Schweiz |                                    |                                    |
|  |             |           | (0 – 0) rapport |         | Domare: Eduardo Iturralde González | Domare: Eduardo Iturralde González |
|  |             |           |                 |         | Domare: Eduardo Iturralde González | Domare: Eduardo Iturralde González |
|  |             |           |                 |         | Domare: Eduardo Iturralde González | Domare: Eduardo Iturralde González |

|  | 25 maj 2002 | Tjeckien | 3 – 2 (e.fl.)   | Italien |                          |                          |
|  |             |          | (1 – 0) rapport |         | Domare: Franz-Xaver Wack | Domare: Franz-Xaver Wack |
|  |             |          |                 |         | Domare: Franz-Xaver Wack | Domare: Franz-Xaver Wack |
|  |             |          |                 |         | Domare: Franz-Xaver Wack | Domare: Franz-Xaver Wack |

### Final
|  | 28 maj 2002                | Frankrike | 0 – 0           | Tjeckien | St. Jakob-Park, Basel      |                            |
|  |                            |           | (0 – 0) rapport |          | Domare: Tom Henning Øvrebø | Domare: Tom Henning Øvrebø |
|  |                            |           |                 |          | Domare: Tom Henning Øvrebø | Domare: Tom Henning Øvrebø |
|  | Straffsparksläggning 1 – 3 |           |                 |          | Domare: Tom Henning Øvrebø | Domare: Tom Henning Øvrebø |

### Webbkällor
- ”UEFA.com U21 2002”. https://www.uefa.com/under21/season=2002/index.html. Läst 1 januari 2012.